# Botanikus kert (Kolozsvár)

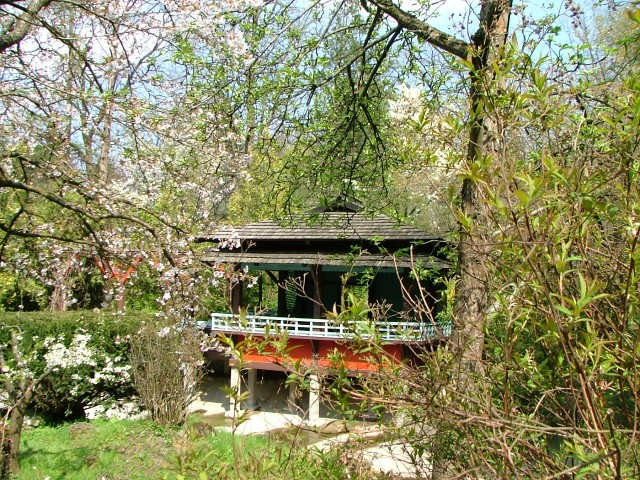
A japánkert

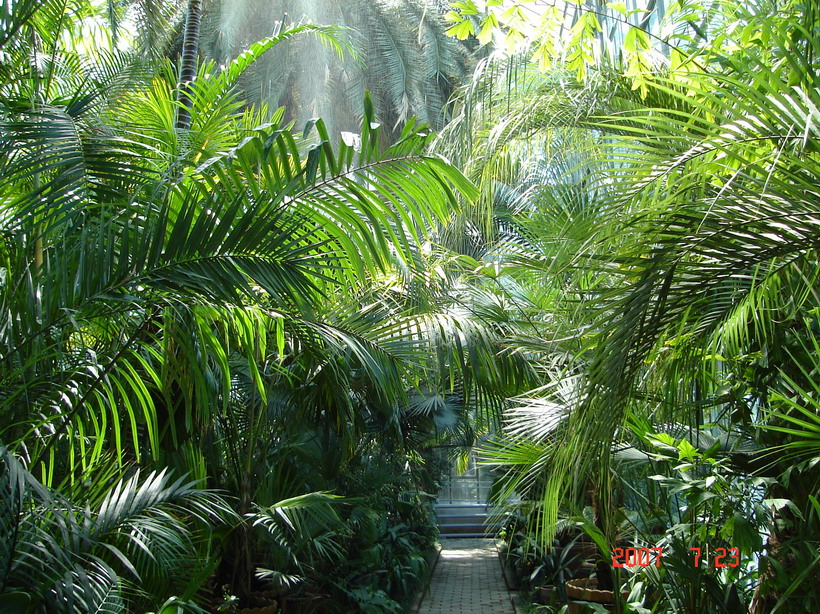
Pálmaház

A kolozsvári botanikus kert (románul: Grădina Botanică „Alexandru Borza”) jelenleg a Babeș–Bolyai Tudományegyetemhez (BBTE) tartozó intézmény, ami a Majális (Republicii) utcában található. A romániai műemlékek  jegyzékében a CJ-II-a-B-07455 sorszámon szerepel.

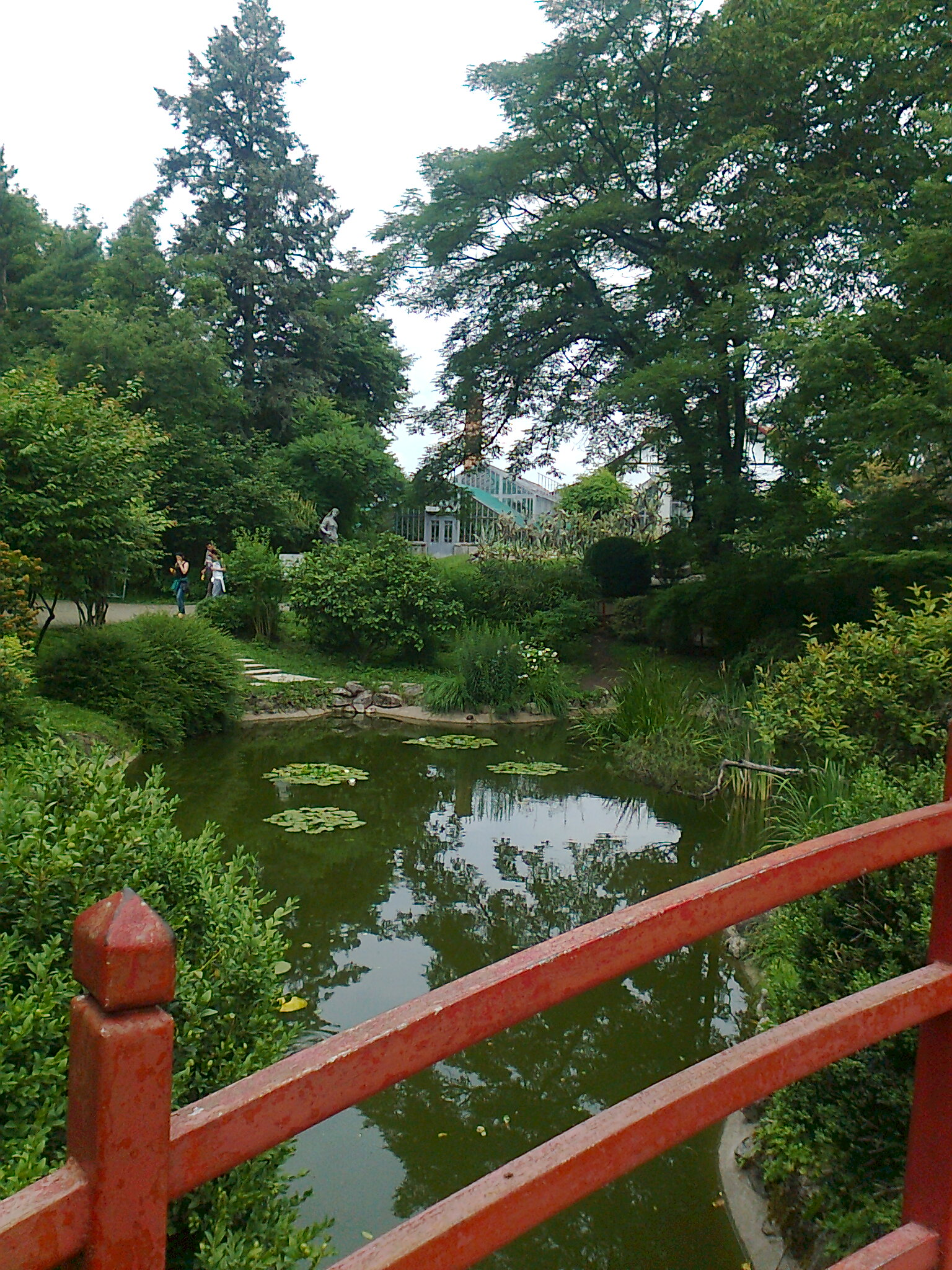
Japánkert
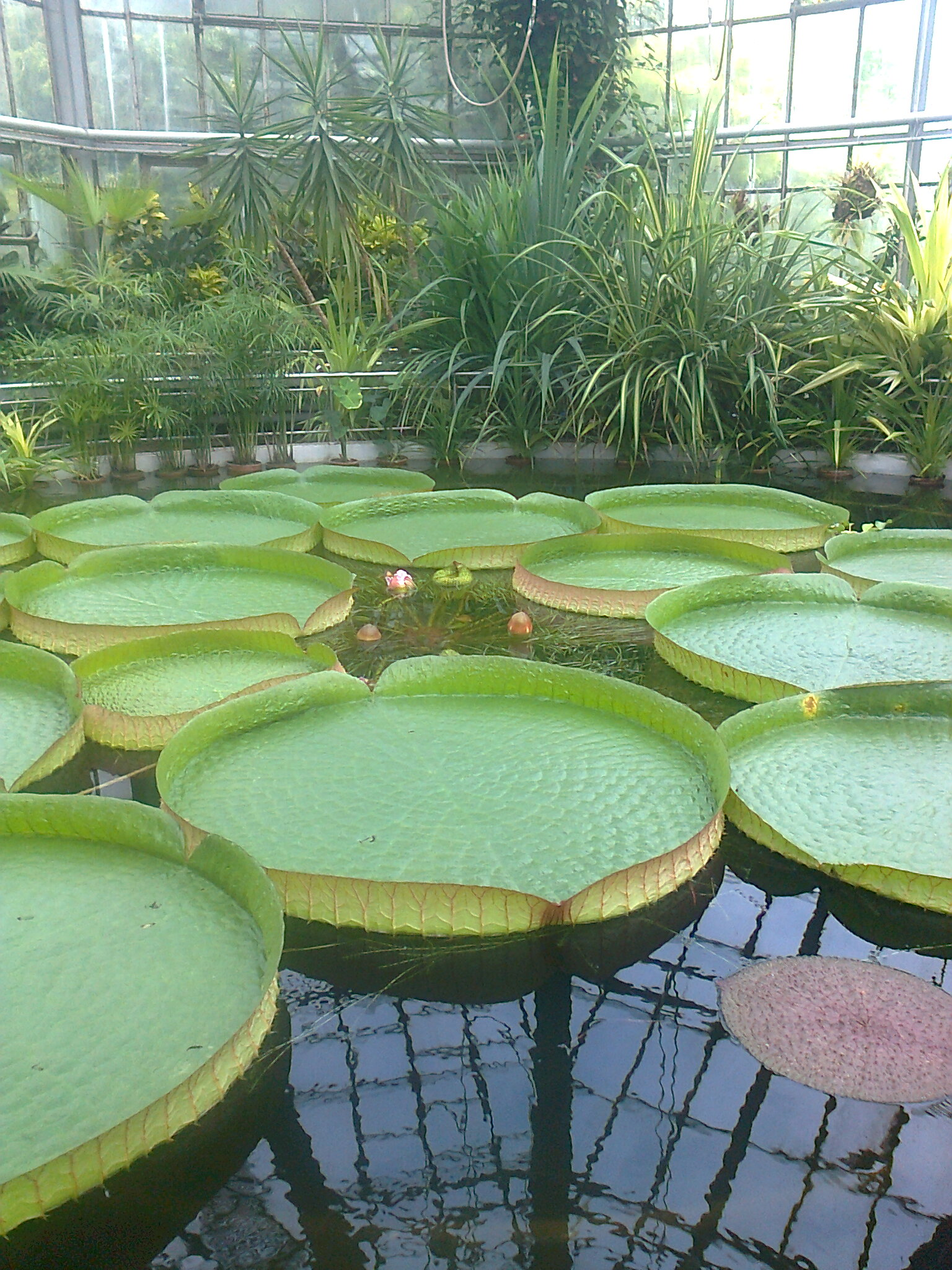
Tavirózsák
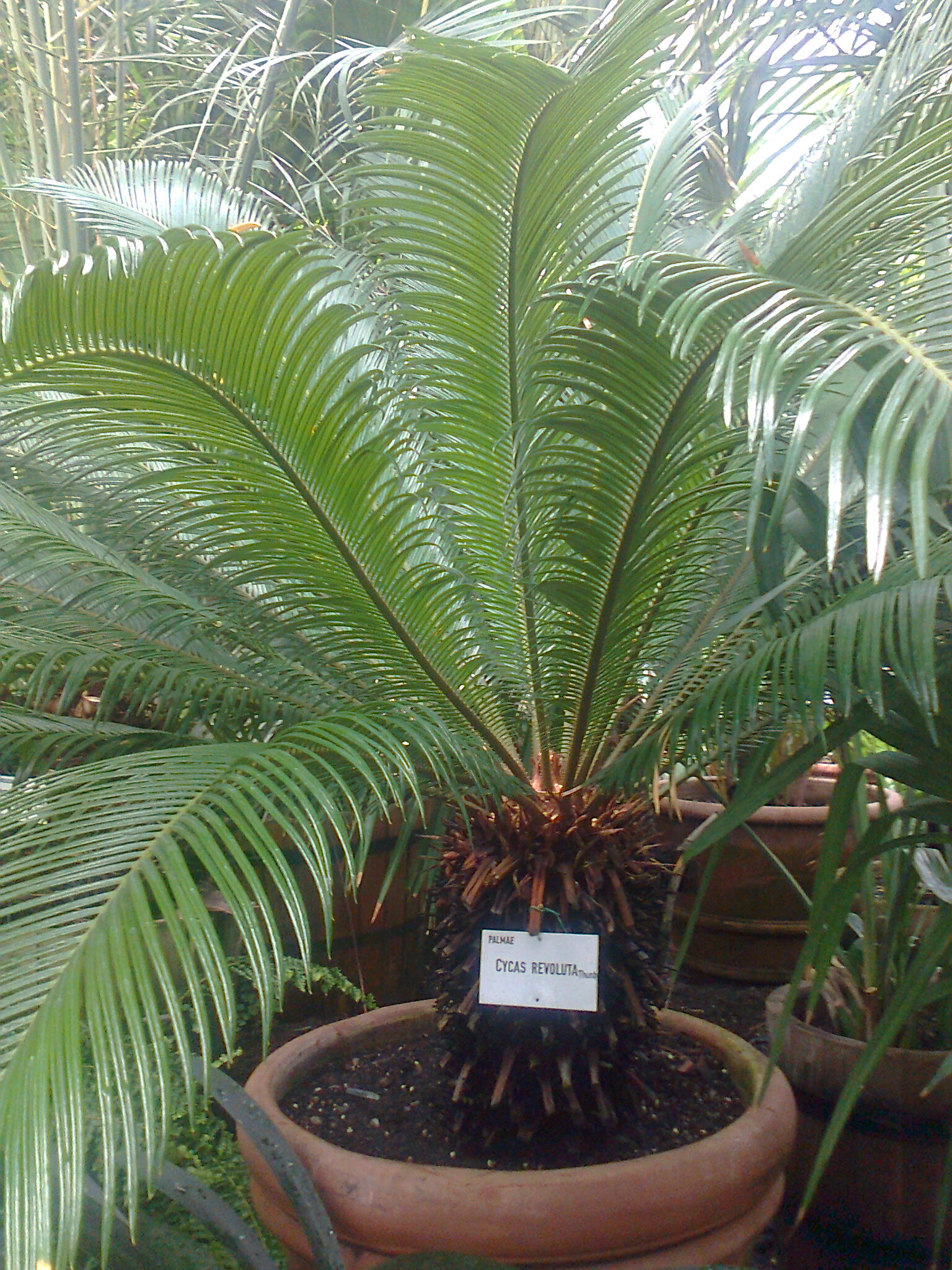
Pálmafa

## Története

### Mikó-kert
Noha már Apáczai Csere János is tervezett botanikus kertet az általa megálmodott egyetem mellé, javaslata az akkori viszonyok között nem valósult meg. Az első kolozsvári füvészkertet a Mikó Imre által az Erdélyi Múzeum-Egyesületnek adományozott Mikó-kertben alakították ki, az adományozó szándékának megfelelően, hogy „az Erdélyi Múzeum telkén Minerva és Flóra, az emberi életnek két főszépségét képviselő e két istenség egybeölelkezve láttassanak.” Ennek őre (az igazgató korabeli megnevezése), alapítója Brassai Sámuel volt. 1872-ben az egyesület ötven évre átengedte a füvészkertet az akkor alakult egyetemnek azzal a feltétellel, hogy „az egyetem a kert parkszerűen mívelt részében jelenleg meglevő arborétumot, amely csaknem teljes számmal tartalmazza Erdély valamennyi fáit és élő cserjéit, elpusztulni nem hagyja”. Az intézmény vezetői ezt követően Kanitz Ágost, Istvánffi Gyula, Richter Aladár és Borbás Vince voltak.

### Jelenlegi botanikus kert
1905-ben ismét Richter Aladár került a füvészkert élére, aki arra törekedett, hogy a kert területét növelje, és sikerült is elérnie, hogy a magyar állam megvásárolja a botanikus kert jelenlegi területét, ezért a magyar nyelvű irodalom őt tartja alapítónak. A botanikus kert következő igazgatói Páter Béla, majd Győrffy István az első világháború miatt nem tudták véghezvinni a botanikus kert átköltöztetését az új helyre; ez csak az 1920-as években történt meg az első román igazgató, Alexandru Borza irányításával, ezért a román nyelvű források őt jelölik meg alapítóként, és a kert az ő nevét viseli. Borza segítőtársa Nyárády Erazmus Gyula volt.

## Leírása
A kert 14 hektáros területén több tízezer növény található a Föld egész területéről. Részei: díszkert, geobotanikai, rendszertani, gazdasági, és orvostudományi.
A botanikus kert területén található a Növénytani Intézet és a Növénytani Múzeum is, illetve az egyetem Növénytani Gyűjteménye.